# Rafael Lemus
Rafael Lemus (Ciudad de México, México, 1977) es un escritor, editor y profesor universitario. Reconocido principalmente por su trabajo como crítico literario, Lemus fue cofundador de la revista literaria Cuaderno Salmón, secretario de redacción de la revista Letras Libres y cofundador y editor de la revista electrónica Horizontal.

## Biografía
Rafael Lemus nació en 1977 en la Ciudad de México, México.
Obtuvo su licenciatura en Ciencias Políticas en la Universidad Nacional Autónoma de México, y su doctorado en Literatura Latinoamericana en The Graduate Center, de la Universidad de la Ciudad de Nueva York.

En 2002 Lemus comenzó a colaborar en la revista Letras Libres. En 2008 se convirtió en secretario de redacción de la revista, a pesar de que le habían ofrecido el puesto 3 años antes, el cual Lemus rechazó. Lemus trabajó en este puesto hasta 2010. El 5 de diciembre de 2013, a través de una carta dirigida al director de Letras Libres Enrique Krauze, Lemus renunció al consejo editorial de la revista.
“Querido Enrique:
He decidido abandonar el consejo editorial de Letras Libres.
Como sabes, desde hace tiempo me he ido desplazando hacia la izquierda y, casi por carambola, mi distancia intelectual e ideológica con la revista ha crecido, al grado de que hoy rara vez coincido con sus posturas políticas y estéticas. Ocupada en censurar toda práctica de izquierda, la revista desatiende sistemáticamente asuntos que me parecen cruciales: la desigualdad, la exclusión, la precariedad económica. Consagrada a defender un liberalismo que terminó por volverse hegemónico, apenas si hace la crítica de nuestro presente, de las sociedades capitalistas y democracias liberales en que vivimos.
Como también sabes, no comparto la hostilidad de buena parte de los consejeros ante todo aquello que rebasa los bordes del humanismo liberal (la “teoría”, la academia, los estudios culturales, el arte contemporáneo, las vanguardias, los estridentistas, Papasquiaro… y lo que se acumule esta semana), y desde luego no planeo sumarme a ninguna cruzada contra ello.
Se me ha dicho que puedo expresar mi disenso –siempre y cuando no sea radical– en las páginas de Letras Libres y dar la lucha desde el consejo. No estoy seguro de lo segundo: mi función como consejero editorial ha sido siempre menor (rara vez se me ha consultado algo) y, a mi juicio, los dos o tres dictámenes críticos que entregué sobre la revista no fueron atendidos. En cuanto a lo primero: me parece mejor exponer mi desacuerdo –a veces radical– desde otra parte.
Un abrazo.

Rafael Lemus”
Lemus es profesor de literatura latinoamericana en la Universidad Estatal de California en Fresno, California, Estados Unidos.

## Distinciones
En 2022 recibió el Premio Bellas Artes de Ensayo Literario José Revueltas por su manuscrito Atlas de (otro) México.
Lemus es miembro del Sistema Nacional de Creadores de Arte del Fondo Nacional para la Cultura y las Artes desde 2019.

## Obras
Narrativa
- Informe. México: Tusquets, 2008.

Ensayo
- Contra la vida activa. México: Tumbona, 2009.
- Breve historia de nuestro neoliberalismo: poder y cultura en México. México: Debate, 2021.
- Atlas de (otro) México. México: Debate, 2025.

Libros editados
- El futuro es hoy: ideas radicales para México. México: Biblioteca Nueva, 2018. (Con Humberto Beck)